# Тупой и ещё тупее
«Тупой и ещё тупее» (англ. Dumb & Dumber) — американская кинокомедия 1994 года с Джимом Керри и Джеффом Дэниэлсом в главных ролях. Фильм рассказывает историю двух безработных молодых людей, которые отправляются в безрассудное путешествие через всю страну, надеясь прервать полосу собственных постоянных неудач. В своё время картина получила огромный успех среди зрителей, открыла миру режиссёрский дуэт братьев Фаррелли.

## Сюжет
Теглайн: Для них каждый новый день безумнее предыдущего.
В городе Провиденс живут двое великовозрастных оболтусов — Ллойд Кристмас и Гарри Данн. Однажды беспечный водитель лимузина Ллойд с первого взгляда влюбляется в одну из своих пассажирок Мэри Свонсон, которую ему велено доставить в аэропорт. Мэри собирается лететь к своей семье в город Аспен (Колорадо), после трогательного прощания на терминале она оставляет кейс с деньгами, предназначенными для бандитов, похитивших её мужа. Ллойд замечает кейс, перехватывает его быстрее похитителей и бежит за девушкой вдогонку, искренне желая вернуть «утерянный» багаж. Но Мэри улетает, и Ллойд так и остаётся с чемоданом (в погоне за самолётом он даже выпадает из терминала).
Гарри, компаньон Ллойда, занимается бизнесом по перевозке собак, все свои сбережения он вложил в переделку микроавтобуса (Ford Econoline 1984 года выпуска) «под собаку». Оба друга, и Гарри, и Ллойд в результате теряют работу и оказываются в довольно удручённом состоянии. Как они говорят: «Невозможно найти работу, где тебя не заставляли бы пахать по 40 часов в неделю». В попытке убежать от бесконечных жизненных неудач Ллойд предлагает отправиться в Аспен, он надеется, что Мэри после возвращения дипломата пригласит их на чай и поможет устроиться в жизни. Ллойд продаёт дохлого попугайчика Пити (домашнего питомца Гарри) соседскому слепому мальчику, и из своего родного Род-Айленда герои отправляются в далёкий штат Колорадо. При этом они даже не догадываются, что денег, находящихся в дипломате, им с лихвой хватило бы на всю оставшуюся жизнь.
В ходе путешествия с персонажами происходят различного рода курьёзы. Например, они случайно убивают одного из похитителей, вместо таблеток от язвы накормив его крысиным ядом. Затем на одном из поворотов Ллойд сворачивает не в ту сторону, и вместо скалистых гор Колорадо, где их уже поджидало ФБР, герои попадают в безлюдную пустыню штата Небраска. После пятичасового следования в неправильном направлении бензин, наконец, заканчивается, друзья ссорятся из-за невнимательности Ллойда и Гарри пешком отправляется домой. Ллойд выменивает микроавтобус Гарри на мотороллер, но с запасом талонов на бензин, и на нём они продолжают намеченный путь.
По прибытии в Аспен оказывается, что Ллойд не знает фамилии Мэри, даже в телефонном справочнике он не может её отыскать. Друзьям приходится ночевать в холодном зимнем парке, между ними завязывается перетекающая в драку ссора, в результате чего дипломат случайно открывается. Оба персонажа обещают, что не станут тратить много чужих денег, возьмут только немного на самое необходимое и на все затраты будут писать расписки. Однако тут же снимают в отеле президентский номер, для разъездов по маленькому городу покупают Lamborghini Diablo и раздают обслуге многосотенные чаевые.
Случайно выясняется, что Мэри будет принимать участие в благотворительном вечере, посвящённом вымирающим видам птиц. Прежде чем возвращать кейс, Ллойд решает произвести на девушку впечатление богатого светского щёголя, но, по иронии судьбы, Мэри соглашается на свидание с Гарри. Ллойд об этом не знает, переполняемый радостью из-за собственного свидания с ней, он открывает бутылку шампанского и пробкой убивает белую сову редкой породы. Оба героя, преисполненные чувством ревности, вступают друг с другом в негласный конфликт, не осознавая того, что девушка не рассматривает никого из них в качестве возлюбленного.
В итоге, Ллойда, Гарри и Мэри берут в плен бандиты, на протяжении всего фильма гонявшиеся за чемоданом с выкупом. Когда Ллойд открывает кейс и показывает Николасу, оказавшемуся организатором похищения, расписки, по виду напоминающие мятые обрывки туалетной бумаги, тот в гневе решает тут же пристрелить их всех. В самый напряжённый момент в гостиничный номер врывается отряд ФБР и арестовывает преступника. Мэри страстно обнимает любимого мужа, из-за чего Ллойд сильно расстраивается, так как до сего момента не знал, что девушка замужем.
Оставшись без денег, герои пешком возвращаются домой. По пути перед ними останавливается автобус, полный девушек в бикини. Пышногрудые красотки ищут двух парней, которые смогли бы в течение двух месяцев кататься с ними по стране и перед конкурсами красоты натирать маслом их тела. Друзья отправляют девушек на поиск парней в соседний город, и, когда те уезжают, между собой думают, что когда-нибудь и им улыбнётся удача.

## В ролях
| Актёр           | Роль                        |
| --------------- | --------------------------- |
| Джим Керри      | Ллойд Кристмас              |
| Джефф Дэниэлс   | Гарри Данн                  |
| Лорен Холли     | Мэри Свонсон                |
| Чарльз Рокет    | Николас Андре               |
| Майк Старр      | Джо Менталино               |
| Карен Даффи     | Джей Пи Шей                 |
| Кэм Нили        | Си Басс                     |
| Виктория Роуэлл | Бет Джордан                 |
| Тери Гарр       | Хелен Свонсон               |
| Хэнк Бэндт      | Карл Свонсон                |
| Брейди Блум     | слепой мальчик Билли        |
| Роб Морэн       | бармен                      |
| Лиза Стотхард   | красотка из Австрии         |
| Гарланд Уильямс | полицейский из Пенсильвании |
| Конни Сойер     | пожилая женщина             |

## Создатели фильма
| - Режиссёры — Бобби Фаррелли, Питер Фаррелли - Сценарий — Беннетт Йеллин, Питер Фаррелли - Оператор — Марк Ирвин - Монтаж — Кристофер Гринбари - Художник-постановщик — Эрлан Джей Веттэн - Композитор — Тодд Рандгрен - Продюсеры — Эллен Дьюмочел, Бобби Фаррелли, Трэйс Грэхам-Райс, Брэдли Дженкель, Брэд Кревой, Аарон Мэйерсон, Джеральд Т. Ольсон, Чад Оман, Стивен Стэблер, Брэдли Томас, Чарльз Б. Весслер |

## Персонажи
- Ллойд Кристмас (англ. Lloyd Christmas) — ветреный весёлый молодой человек около 30 лет, сущность которого не предрасположена к какой-либо работе, свидетельством чего являются многочисленные его увольнения. Он настолько наивен, что, увидев незнакомую девушку, способен влюбиться в неё всем сердцем, что имеет место и в фильме. По сюжету он отправляется в курортный городок Аспен, чтобы вернуть возлюбленной личный дипломат и провести с ней остаток своей жизни.
- Гарри Данн (англ. Harry Dunne) — добродушный любитель собак и лучший друг Ллойда, ему также около 30 лет. Вместе с другом мечтает открыть магазин по продаже червей и назвать его лаконичным названием «У меня черви» (что также можно перевести как «У меня глисты»). Узнав о желании Ллойда отправиться в Аспен, он бросает все дела и едет вместе с ним.
- Мэри Свонсон (англ. Mary Swanson) — богатая светская леди и ненаглядная возлюбленная Ллойда. На протяжении всего фильма находится в растерянном подавленном состоянии, так как её любимый муж Бобби похищен близким другом семьи.
- Николас Андре (англ. Nicholas Andre) — главный злодей фильма. Находясь в приближении к семье Свонсон, он похищает мужа Мэри и требует за него существенный выкуп. Его коварный план проваливается из-за участия Ллойда и Гарри, которые привлекают к сделке внимание ФБР.
- Джо «Псих» Менталино (англ. Joe «Mental» Mentalino) — матёрый толстый гангстер, также известный как «Газовщик» (из-за бурного выделения газов). Являясь соучастником похищения, он помогает Николасу Андрэ совершить сделку по передаче денег, но сталкивается с Ллойдом и Гарри. При первой же встрече он собирается убить их, но в ходе путешествия сам погибает из-за отравления крысиным ядом.
- Джей Пи Шей (англ. J.P. Shay) — напарница Джо Менталино. В конце фильма её, так же, как и Николоса Андрэ, арестовывают федеральные агенты.
- Бет Джордан (англ. Beth Jordan) — при первой встрече с героями предстаёт в образе легкомысленной молодой девушки, отправившейся в Аспен, чтобы сбежать от своего придурковатого приятеля. Является агентом ФБР под прикрытием, на протяжении всего пути она следует за главными героями в надежде на то, что те выведут её на главного похитителя.
- Си Басс (англ. Sea Bass) — брутальный дальнобойщик, вступающий с главными героями в конфронтацию во время их путешествия. При первой встрече, проходящей в придорожной забегаловке, Гарри случайно попадает ему по голове солонкой, за что Басс плюёт ему в гамбургер. По окончании этого недоразумения герои хитростью заставляют дальнобойщика оплатить их счёт и уезжают восвояси. Во время второй встречи Басс пытается изнасиловать Ллойда, но Гарри, у которого загорелась нога (до этого он пролил на себя бензин, заправляя машину, а затем прикурил сигарету для Бет, которую ранее встретил, и даже не посмотрел, что бросил спичку себе под ноги), бежит в кабинку, чтобы потушить пламя, и вырубает дальнобойщика дверью туалетной кабинки. Интересно, что персонаж Си Басс появлялся и в другой комедии с Джимом Керри «Я, снова я и Ирэн», в обоих случаях эту роль сыграл профессиональный канадский хоккеист Кэм Нили.

## Места съёмок
Почти все события, происходившие в городе Аспен, снимались в городах Брекенридж (штат Колорадо) и Парк-Сити (штат Юта). Множество сцен снималось в отеле Стэнли, находящемся в горнолыжной резервации Эстес-Парк (в фильме он переименован в отель Дэнбури). Эта гостиница особенно известна тем, что в ней снимался знаменитый фильм Стэнли Кубрика «Сияние», экранизация романа Стивена Кинга. Свидание Гарри и Мэри в реальности происходило на склонах горы Купер.
Город Провиденс, в котором герои живут изначально, снимался в Солт-Лейк-Сити (штат Юта). Этот шаг был вызван тем, что Джиму Керри было необходимо в течение недели находиться здесь, ему предстояла операция по удалению камней из желчного пузыря. Сцена с лимузином (когда Ллойд разговаривает с девушкой, стоящей на автобусной остановке) была снята на Пятисотой Восточной улице. Внутренний двор жилища героев (там, где показывают слепого мальчика с мёртвым попугаем) был снят на углу той же самой улицы. Сцена с «безобидной» старушкой на механизированном карте происходила всё там же, на фоне антикварной лавки «Thomson & Burrows». Сама квартира Ллойда и Гарри находилась в центральном историческом районе города, вблизи Объединённой тихоокеанской железнодорожной станции. Особняк Мэри Свэнсон (тот, что в завязке фильма) является рестораном «LaCaille», расположенным недалеко от Большого и Малого Каньонов Коттонвуд. Сцены в аэропорту также снимались в Солт-Лейк-Сити, в местном Международном аэропорту.
Реальные локации, находящиеся именно там, где подразумевает сюжет фильма, появляются всего в нескольких кадрах. К этим кадрам можно отнести вид на достопримечательность города Провиденс, так называемого Большого синего жука, а также виды на линии городского метрополитена.
Сцена в придорожном кафе (при первой встрече с Си Бассом) изначально планировалась в городе Форт-Моргэн, но хозяин заведения отказался от съёмок, когда узнал, что там должно происходить. В результате съёмочной бригаде пришлось ехать на 15 км западнее в посёлок под названием Виггинс и снимать эпизод в местном ресторане.

## Версии
Фильм выходил в прокат в двух различных вариантах: укороченном и полном. По соображениям цензуры некоторые предосудительные сцены первоначально были вырезаны (также это было сделано для получения прокатного рейтинга PG-13), и долгое время зрители могли видеть лишь усечённую версию. В 2006 году под эгидой программы по переизданию старых фильмов «New Line Home Entertainment Platinum Series» компания New Line Cinema выпустила полную версию.
- В сокращённой версии, в сцене, когда Джо Менталино собирается оторвать Пити (попугаю Гарри) голову, слышно только фразу «Иди к папочке! (англ. I tawt I taw a putty tat!)», и потом сцена сразу прекращается. В полной же версии показывают, как он своими огромными пальцами сворачивает попугаю шею.
- В придорожном кафе, когда грубый дальнобойщик Си Басс собирается плюнуть в гамбургер Гарри, камера перемещается на Ллойда, и из всего процесса слышно только специфичный звук. В полной версии камера зафиксирована на дальнобойщике, и видно попадание внутренних выделений Басса в еду Гарри. Также в полной версии есть небольшой эпизод с сотрудницей этого кафе — ей Гарри говорит, что в «коле» нет пузырьков, на что она берет этот стакан, с силой дует в жидкость через трубочку, и возвращает его со словами «А теперь вы довольны?!».
- В сокращённой версии отсутствует достаточно продолжительный диалог между Ллойдом и Гарри, когда те находятся в номере мотеля, предназначенного для молодожёнов. Разговор просто изобилует туалетным юмором, например, Ллойд признаётся, что «отжарил» бы Гарри, если бы у того были сиськи. Также друзья подслушивают и комментируют звуки, которые издают занимающиеся любовью соседи.
- Когда Джо и Шей, остановившись на дороге, поджидают микроавтобус Ллойда и Гарри, Шей идёт в кусты и произносит фразу: «Отвернись, мне нужно отлить (англ. Turn around, I gotta squeeze a lemon)» и присаживается на корточки. В сокращённой версии эта сцена отсутствует, поэтому непонятно, почему в путешествие с героями отправляется один только Джо.
- В полной версии расширена сцена в туалете заправочного пункта, когда Си Басс обнаруживает Ллойда в одной из кабинок туалета. Дальнобойщик от радости произносит: «Вот так повезло!» Ллойд в панике отбивается ранее купленными нунчаками (из этой сцены также становится известно, куда они делись) и начинает повторять одну и ту же фразу «думай о хорошем, думай о хорошем, думай о хорошем» («find a happy place»), на что дальнобойщик, снимая штаны и поправляя свои гениталии, отвечает: «Я покажу тебе нечто хорошее! (англ. I’ll show you a happy place!)».
- В полной версии присутствует дополнительная сцена, когда после заправочной станции сидящий за рулём микроавтобуса Гарри начинает подтрунивать над находящимся рядом Ллойдом. Начинает спрашивать, чем, стоя на коленях, можно было заниматься с огромным мужиком, стоящим со спущенными штанами. Ллойд злится и обижается.
- Из оригинальной версии была вырезана песня «The Ballad of Peter Pumpkinhead» группы Crash Test Dummies, которая звучала в одной из сцен, когда Ллойд, Гарри и Джо Менталино находились в придорожном ресторане. Скорее всего, к цензуре этот шаг не имеет никакого отношения, песня была удалена из-за проблем с авторскими правами.
- В Аспене, когда Гарри собирается на свидание с Мэри Свонсон, в сокращённой версии отсутствует небольшая сцена. Ллойд делает приятелю замечание, что в новом обтягивающем лыжном костюме у того слишком выпирает «мужское достоинство». Гарри оправдывается тем, что это такая европейская мода. Однако в итоге Гарри соглашается, что костюм излишне откровенный. Поэтому становится ясно, почему в следующей сцене (на лыжной базе) он предстает перед девушкой в этом самом костюме, но поверх него надеты красные шорты.
- Во время второго свидания с Мэри, Гарри из-за действия слабительного бежит в туалет и обильно испражняется в сломанный унитаз. В сокращённой версии, Мэри, находящаяся на кухне, кричит, что унитаз сломан. Гарри кричит в ответ, что всего лишь чистит зубы и бреется. В полной версии этот момент показан наиболее детально, в частности, показывают, как Гарри открывает в туалете окно и выливает всё содержимое унитаза на улицу.

Помимо дополнительных 24 минут, на диске записаны две альтернативные концовки, испанские субтитры и комментарии одного из главных актёров Джеффа Дэниэлса.

## Музыка
В подборе песен для фильма непосредственно участвовали сами братья Фаррелли. Избранные ими мелодии в подавляющем большинстве были записаны в стиле рок. Подобный стиль будет превалирующим и во всех последующих их работах.

### Саундтрек
1. Crash Test Dummies (featuring Ellen Reid) — The Ballad of Peter Pumpkinhead (3:44)
2. Deadeye Dick — New Age Girl (3:28)
3. Echobelly — Insomniac (4:15)
4. Pete Droge — If You Don’t Love Me (I’ll Kill Myself) (3:32)
5. The Primitives — Crash (The 95` mix) (3:14)
6. Willi One Blood — Whiney, Whiney (What Really Drives Me Crazy) (3:36)
7. The Sons (featuring Brett Reilly) — Too Much of a Good thing (5:15)
8. Deee-Lite — You Sexy Thing (4:06)
9. Gigolo Aunts — Where I Find My Heaven (3:25)
10. Butthole Surfers — Hurdy Gurdy Man (3:57)
11. The Lupins — Take (3:02)
12. Green Jelly — The Bear Song (2:41)
13. The Proclaimers — Get Ready (3:02)

Примечание: песня «The Ballad of Peter Pumpkinhead» группы «Crash Test Dummies» отсутствует в полной версии фильма.

### Также звучали
- Boom shak-a-lak — Apache Indian;
- Hip hop solution — Рэй Колкорд;
- Red right hand — Nick Cave and the Bad Seeds;
- Rap me silly — Рэй Колкорд;
- Permanent vacation — Том Вулф;
- 2 Ft o’butt crack — Circle the Wagon;
- Mockingbird — Ллойд и Гарри(оригинал Carly Simon with James Taylor);
- The rain, the park and other things" — The Cowsills;
- Mmm mmm mmm — Crash Test Dummies;
- Country Adagio — Ян Хъюз;
- Snow bird serenade — Рэй Колкорд;
- Can we still be friends — Тодд Рандгрен;
- Oh, pretty woman — Рой Орбисон;
- Endangered species — Рэй Колкорд;
- Rollin' down the hill — The Rembrandts;
- What are words worth? — Tom-Tom Club.
- The love affair — Дик Уолтэр;
- Trumpet voluntary — Джеремайя Кларк;
- Should have known — Майкл Алан Лёрнер;
- Ride of Ms. Gulch — Гарольд Эрлен;
- Hallelujah from the Messiah — Фридрих Гендель.

## Критика
Картина оказалась достаточно успешной в плане кассовых сборов: в США было собрано 127 млн $, по всему миру — 246 млн $. И это при относительно небольшом общем бюджете в 17 млн $. Во время рождественских каникул 1994 года фильм оказался самым успешным по отношению к остальным продуктам кинематографа.
На оценочном сайте Rotten Tomatoes фильм набрал 60 % «свежести» (в авторов было брошено 26 свежих помидоров и 17 гнилых). Авторитетный американский кинокритик Роджер Эберт на своём официальном сайте дал фильму всего две звезды из четырёх возможных (несмотря на талант Джима Керри и убийственную шутку с длиннохвостым попугаем), остальные же обзоры были положительными. Стивен Холдэн, журналист газеты The New York Times, назвал Кэрри «новым Джерри Льюисом», Питер Стэк из San Francisco Chronicle назвал фильм «разгульным» и «грубым», при этом сказав, что, несмотря на название, это всё-таки «умный фильм».
Не обошлось и без традиционных американских кино-наград, лента возымела большой успех на MTV Movie Awards. Джим Керри выиграл в номинации «Лучшая комедийная роль»; оба главных актёра получили награду за «Лучший дуэт на экране»; приз за «Лучший поцелуй» также достался актёрам этого фильма, Джиму Керри и Лорен Холли, между которыми на съёмочной площадке разыгрался настоящий роман.
В 2000 году читатели журнала Total Film поставили «Тупого и ещё тупее» на 15-е место среди всех когда-либо снятых комедий.
В 2006 году среди зрителей британского телеканала «Five» и читателей газеты «Таймс» проводилось открытое голосование на звание лучшей комедии из всех когда-либо существовавших, «Тупой и ещё тупее» занял почётное 13-е место.
Российский кинокритик Сергей Кудрявцев в своей книге «3500 кинорецензий» так отозвался о фильме:
«Эта лента доводит юмор уже до полной тупости, грубого и физиологического смеха, сравнимого лишь со внезапно напавшей икотой. Поэтому можно впасть в состояние комической истерики, борясь из последних сил со слезами и кашлем, вызванными „смехом без причины“, который, как ведомо нам ещё с детства, является верным „признаком дурачины“. Бесконтрольные выкрутасы и откровенный выпендрёж, порой раздражавшие в предыдущих опусах с участием Джима Керри, совершенно оправданы в этой действительно идиотской комедии.
Два главных героя, Ллойд и Хэрри (более интеллигентный актёр Джеф Дэниелс, который снимался, в том числе, в умных и печальных комедиях Вуди Аллена, составляет с Джимом Керри одну из самых придурочных пар в истории мирового кино) соревнуются друг с другом только лишь по тупости своих поступков. Может быть, талант недоумка на самом деле нуждается в таком же „кривом двойнике“ именно для того, чтобы производить „смеховыжимающий эффект“. А что касается сюжета… Да какое это имеет значение!»

## Продолжения

### Мультсериал
В 1995 году компанией Hanna-Barbera по мотивам оригинального фильма был снят многосерийный мультфильм. Первые трансляции проходили на американском развлекательном телеканале ABC с 28 октября 1995 года по 1 февраля 1996 года, в воскресном утреннем анимационном блоке. Ллойда озвучивал актёр Мэтт Фривер, Гарри — Билл Фагербекке. В мультфильме к героям возвращается собакообразный микроавтобус, а также появляется новый персонаж — антропоморфная фиолетовая бобриха Китти, которая часто оказывается умнее двух взрослых людей. Сценарий анимационного мультсериала был написан Беннеттом Йеллином, который принимал участие и в создании оригинальной картины.

### Приквел
В 2003 году был снят приквел под названием «Тупой и ещё тупее тупого: Когда Гарри встретил Ллойда» (англ. Dumb and Dumberer: When Harry Met Lloyd), в котором рассказывалось о молодости главных героев, в частности описан момент их знакомства. Актёры оригинальной картины отказались от участия в проекте, и роль главных героев досталась молодым малоизвестным актёрам Дереку Ричардсону и Эрику Кристиану Олсену. Фильм получил много негативных отзывов и полностью провалился в отношении кассовых сборов.

### Сиквел
Осенью 2011 года стало известно, что Питер и Бобби Фаррелли планируют снять продолжение фильма 1994 года с участием Керри и Дэниелса. Позже Джим Керри заявил, что не хочет сниматься в сиквеле, так как компания Warner Bros. относится к проекту без должного энтузиазма. Однако затем актёр вернулся в проект, а Warner Bros. полностью отказалась от его поддержки. За дистрибуцию «Тупого и ещё тупее 2» отвечала Universal.
25 сентября 2013 года Джим Керри и Джефф Дэниелс опубликовали в своих блогах в Twitter первые фотографии со съемочной площадки комедии «Тупой и ещё тупее 2» («Dumb and Dumber To»).

## Факты
- Оба главных героя были названы в честь знаменитого комика немого кино Гарольда Ллойда.
- В аэропорту на заднем плане можно услышать голос диспетчера: «Белая зона предназначена только для загрузки и выгрузки пассажиров, стоянка в белой зоне запрещена» (англ. The white zone is for loading and unloading passengers only, no parking in the white zone). Это отсылка к другой культовой комедии под названием «Аэроплан!», где диктор терминала произносит именно это.
- Когда слепой мальчик гладит попугая, то вдруг произносит фразу: «Полли хочет печенье» («Polly wants a cracker»). Это первая строчка из песни группы Nirvana «Polly».
- В придорожном кафе герои обманным путём заставляют одного из дальнобойщиков оплатить их счёт. Потом, когда они едут в машине, Гарри спрашивает Ллойда, как тот сумел до этого додуматься. Ллойд отвечает, что видел подобный трюк в кино. На самом деле это отсылка к фильму «Дикая штучка», в котором персонаж Джеффа Дэниэлса проделывал то же самое с персонажем Рэя Лиотты.
- Когда герои едут на машине вместе с Джо Менталино, Ллойд исполняет «самый противный в мире звук». Изначально этой шутки не было в сценарии, она является чистой импровизацией Джима Керри.
- Перед званым ужином герои идут в магазин одежды покупать смокинги. Отказавшись от классических чёрных и белых цветов, Ллойд и Гарри выбирают необычные вечерние костюмы ядовито-оранжевого и голубого цветов соответственно. Подобные одеяния породили целую моду среди фанатов фильма[12], а также стали родоначальниками стилей многих современных модельеров.
- Выходя из бара Аспена, Ллойд замечает вырезку из старой газеты на стене и восклицает: «Нет… не может быть. Мы высадились на Луну!» (англ. No way... that's crazy. We've landed on the Moon!). Этой шутки не было в сценарии, Джим Керри сам придумал её во время съёмок.
- Девушка в бикини из автобуса в конце фильма, которую играет шведская актриса Анна Аберг, применяет в лексиконе несколько шведских слов. Например, приветствует героев фразой «Hej allihopa» («Привет всем»), а прощается словом «Hejdå» («Пока»).
- Кроме Джима Керри, роль Ллойда Кристмаса предлагали также таким известным актёрам, как Стив Мартин и Мартин Шорт, но те отказались[13].
- К фильму была снята альтернативная концовка. В ней показано, как швейцар отеля, в котором жили главные герои, предлагает Ллойду и Гарри поработать няньками у его маленького внука. Внук оказывается тем слепым мальчиком, которому в начале фильма Ллойд продал мёртвого попугая. Также предполагалось снять концовку, где Ллойд и Гарри соглашаются поехать с девушками в бикини, но Керри отказался от участия в этом.
- Когда на званом ужине перед Ллойдом и Гарри проходит дама, Ллойд говорит: «Я бы хотел съесть её печень с гарниром из бобов и с бутылочкой кьянти». Это отсылка к фильму «Молчание ягнят».